# تنزيل قرار
تنزيل القرار يطلق على إبلاغ القرار اتخذته فئة إلى فئة أخرى لم تشارك في اتخاذ القرار، خاصة إذا كانت الفئة الثانية على غير علم بحيثيات اتخاذ القرار.